# Gato fantasma de Gippsland
El Gran gato de Gippsland es un críptido australiano.
A pesar de que hay gatos ferales presentes en Victoria como en el resto de Australia y ha habido centenares de reportes de avistamientos, aún no hay prueba de la existencia establecida de grandes gatos.

## Avistamientos
El Dr. John Henry, un investigador de la Universidad de Deakin, estudió los reportes de avistamientos de 1970 y concluyó que "más allá de la duda" había grandes gatos rondando la región de las montañas Grampianas.
El cuento del gato de Gippsland está estrechamente relacionado con cuentos similares de felinos carnívoros que han sido reportados por muchas décadas en las Montañas Azules, al oeste de Sídney, y generalmente se le conoce como la Pantera de las montañas Azules.

## Teorías y mitos
Algunos creen que el origen del gato fantasma de Gippsland, si es que existe, se remonta a los animales liberados por los soldados de Estados Unidos en Victoria, Australia, durante la Segunda Guerra Mundial. Un par de pumas (y otros grandes felinos) se utilizaron como mascotas. Al final de la guerra, se especulaba que los pumas fueron liberados en algún lugar de la región de Gippsland (a pesar de que algunos afirman que los felinos fueron liberados en el Parque nacional de los Montes Grampianos), donde posteriormente se reprodujeron.

## Controversia reciente
En junio de 2005, Kurt Engel, un cazador de ciervos de Noble Park, le disparó a lo que él declara era un gato grande en un terreno baldío cerca de la ciudad de Sale, en Victoria. Engel fotografió al gato muerto, antes de cortar su cola y de lanzar el cuerpo a un río. La prueba de ADN demostró que era un gato salvaje.